# 동패 (만화)
동패(도하이, 凍牌)는 시나사카 코지가 쓰고 그린 일본 만화 시리즈이다. 아키타 쇼텐의 청년 만화 잡지 영 챔피언에 2006년 6월부터 2011년 4월까지 연재되었다. 속편 만화인 동패: 히토바시라 편은 2011년 5월부터 2017년 5월까지 영 챔피언에서 연재되었다. 세 번째 시리즈인 동패: 미나고로시 편은 2017년 9월부터 2021년 6월까지 영 챔피언에서 연재되었다. 네 번째 시리즈인 동패: 콜드 걸은 2021년 9월부터 영 챔피언에서 연재되었다.
실사 영화 각색은 2013년 5월 일본에서 개봉되었으며 이스트 피시 스튜디오(East Fish Studio)가 제작한 애니메이션 TV 시리즈 각색판은 2024년 10월부터 방영 중이다.

## 미디어

### 만화
시나사카 코지가 집필하고 그림을 그린 동패는 2006년 6월 27일부터 2011년 4월 12일까지 아키타 쇼텐의 청년 만화 잡지 영 챔피언에 연재되었으며, 해당 챕터는 12권의 단행본으로 수집되었다.
동패 히토바시라 편이라는 속편 만화가 2011년 5월 10일부터 2017년 5월 23일까지 같은 잡지에 연재되어 16권으로 수집되었다.
세 번째 시리즈 '동패: 미나고로시 편'은 2017년 9월 26일부터 2021년 6월 8일까지 같은 잡지에 연재되어 10권으로 정리되었다.
네 번째 시리즈인 동패: 콜드 걸은 2021년 9월 28일부터 같은 잡지에서 연재를 시작하여 2024년 1월 현재 6권으로 집결되었다.

### 실사영화
오누마 유이치가 감독하고 각본을 맡은 실사 영화는 2013년 5월 18일 일본 극장에서 개봉되었다. 이 영화는 마에다 고키, 이치노세 히데카즈, 모토미야 야스카제가 주연을 맡았다.

### 애니메이션
애니메이션 TV 시리즈 각색은 2024년 1월 11일에 발표되었다. 이 시리즈는 이스트 피시 스튜디오에서 제작하고 하토리 준이 감독하고, 쿠니사와 마리코가 시리즈 대본을 감독하고, 아네사키 사야카가 캐릭터를 디자인하고, 시라토 유스케와 키시다 유키가 음악을 작곡한다. 2024년 10월부터 2025년 4월까지 MBS에서 방영되었다.